# Голяма цветарница
Голямата цветарница (Diglossa major) е вид птица от семейство Тангарови (Thraupidae).

## Разпространение
Видът е разпространен в Бразилия, Венецуела и Гвиана.